# 血腥死亡营
《血腥死亡营》（英語：Sleepaway Camp）是一部1983年的美國砍杀电影，由羅伯特·希爾茲克編劇和導演，他還擔任執行製片人。這是《血腥死亡营》電影系列的第一部電影，講述了一個年輕女孩被送往夏令營，在她到達後不久，發生了一系列謀殺案的故事。
這部電影在砍杀电影的鼎盛時期上映，以其臭名昭著的反转結局而聞名，被認為是該類型電影中最令人震驚的電影之一。自上映以來，這部電影獲得了積極的評論反響和邪典追捧。本片有四部續集，分别是1988年的《血腥死亡营2：恐怖野营地》、1989年的《血腥死亡营3：贫瘠荒地》、2008年的《重回血腥死亡營》和2012年的《血腥死亡营4》。

## 剧情
在片头字幕中，镜头扫过秋天的一个荒废的营地，同时听到夏天营地活动的声音。最后，镜头停在营地外的一块牌子上：“阿拉瓦克营地——待售”。
1975年夏天，约翰·贝克和他的伙伴伦尼带着约翰的孩子安杰拉和彼得在阿拉瓦克营地附近划船，两兄妹在那里把船弄翻来恶搞他们的父亲。他们试图游上岸，伦尼在那里等着他们，但营地辅导员玛丽·安驾驶着一艘快艇，没有注意到，撞上了他们。约翰死亡，只有一个孩子活了下来。
八年后的1983年，现年14岁的安杰拉与她古怪的姨妈玛莎·托马斯博士和玛莎的儿子里基一起生活。玛莎姨妈把两人送到阿拉瓦克营，里基以前参加过，安杰拉则是第一次参加。到达阿拉瓦克营后，害羞、温顺、内向的安杰拉很快成为嘲笑和霸凌的对象，主要来自她的下铺伙伴朱迪和他们的辅导员梅格，而安杰拉的另一位辅导员苏茜和营地的首席辅导员龙尼则尽力帮助她适应。恋童的厨师长阿蒂把安杰拉带到厨房的储藏室，在那里他试图猥亵她，但被里基抓住了，他带着安杰拉跑了出去。后来，一个看不见的人使阿蒂把一锅开水倒在自己身上，他被严重烫伤，陷入极度痛苦之中。营主梅尔·科斯蒂克决定掩盖这一事件，以避免惊吓到营员。
当营员肯尼和迈克嘲笑安杰拉时，里基和他最好的朋友保罗与他们打了起来，直到他们的辅导员吉恩出面干预。争吵过后，保罗停下来和安杰拉交朋友，当他向她道晚安时，她也向他道晚安，这是安杰拉第一次说话。那天晚上，在恶作剧地把一个叫莱斯莉的女孩的船弄翻后，肯尼被一个看不见的袭击者淹死了。第二天，当救生员哈尔发现他的尸体时，梅尔坚持认为他的死亡是意外的，但龙尼和警官弗兰克却持怀疑态度。同时，保罗继续与安杰拉保持联系，并要求她与他一起参加必须参加的电影之夜，她接受了。电影结束后，保罗送安杰拉到她的小屋，给她两个晚安吻，让她大吃一惊。
在营员比利和迈克向安杰拉扔水球后，比利被蜇死了，当时一个神秘人物把他困在卫生间的隔间里，并把一蜂巢的花蜂扔了进去。梅尔怀疑营地里有一个杀手。
那天晚上，保罗和安杰拉在湖边嬉戏，但当保罗开始与安杰拉亲热时，她突然想起她和她的哥哥目睹他们的父亲与伦尼在床上的情景；她拒绝了他的求爱，跑开了，留下他困惑不已。第二天，在一场游戏中，朱迪抓住机会勾引保罗，安杰拉发现他们两个在接吻。在一次游泳比赛后，保罗试图向安杰拉解释，但朱迪和梅格把他赶走，并把安杰拉扔进水中。在里基救起她后，孩子们向他们泼沙子。里基安慰安杰拉，并发誓要对侵犯她的人进行报复。
梅格在准备去见梅尔时被刺死在浴室里。在当晚的社交活动中，保罗为之前与朱迪发生的事情向安杰拉道歉，她告诉他稍后在海滨见面。与此同时，向安杰拉和里基泼沙子的孩子们正和他们的辅导员埃迪在树林里露营，其中两个孩子要求他把他们带回主营区。当他回来时，他发现剩下的四个孩子已经被人用他的斧头砍死了。回到营地后，凶手进入朱迪的小屋，将热的卷发器插入下体强奸了她，同时用枕头闷死了她。同时，梅尔发现了梅格的尸体，想起之前听到里基发过的誓，确信凶手就是里基，于是狠狠地打了他一顿。然而，他遇到真正的凶手后，被一箭穿喉而死。
弗兰克得知情况后，与辅导员们一起在营地里寻找其他受害者和凶手；他们发现里基昏迷不醒，受伤，但还活着。与此同时，保罗和安杰拉在海滨，安杰拉提议去裸泳，于是他们脱掉衣服。龙尼和苏茜在营地巡视时，发现安杰拉和保罗坐在湖边，保罗似乎在她的腿上休息，她温柔地抚摸着他的头发，轻声哼唱。
时间回到八年前，玛莎姨妈欢迎船难的幸存者来到她家，是彼得，而不是安杰拉；真正的安杰拉在事故中丧生，玛莎姨妈在获得彼得的监护权后，选择将他作为他死去的妹妹抚养，因为她已经有一个儿子，不想再要男孩了。回到现在，“安杰拉”（实际上是彼得）把保罗的断头扔在地上，全裸着站起来，拿着一把刀，浑身是血，阴茎在惊恐的苏茜和龙尼面前一览无余，他用冰冷而疯狂的表情咆哮着，电影结束。

## 引用作品
- Harper, Jim. . Manchester: Critical Vision. 2004  [2023-03-12]. ISBN 978-1-900-48639-2. OCLC 475680187. （原始内容存档于2023-09-07）.
- Paszylk, Bartłomiej. . Jefferson, North Carolina: McFarland. 2009. ISBN 978-0-786-43695-8. OCLC 956654338.
- Sipos, Thomas M. . Jefferson, North Carolina. 2010. ISBN 978-0-786-45834-9. OCLC 607320273.
- Stine, Scott Aaron. . Jefferson, North Carolina: McFarland. 2003. ISBN 978-1-476-61132-7. OCLC 606990002.
- Sumner, Don. . Iola, Wisconsin: Krause Publications. 2010. ISBN 978-1-440-21563-6. OCLC 775361341.